# Jens Tschebull
Jens Tschebull (* 13. Dezember 1930 in Klagenfurt; † 25. Jänner 2023) war ein österreichischer Wirtschaftsjournalist und Kolumnist.

## Leben
Tschebull studierte Publizistik und arbeitete als Journalist in Wien und mit einem Fulbright-Stipendium in den USA. Er war zunächst von 1967 bis 1969 Redakteur bei der Tageszeitung Kurier. Von 1969 bis 1975 war er Chefredakteur des Magazins trend und in den ersten zwölf Monaten des Nachrichtenmagazins profil von Herbst 1970 bis Herbst 1971 auch dort Chefredakteur. Außerdem war er geschäftsführender Gesellschafter des Trend- und Profil-Verlages. Ab 1975 war er als freier Journalist und Kolumnist tätig. Von 1995 bis 1999 war er Herausgeber der Tageszeitung Wirtschaftsblatt. Er war auch Gastgeber beim Club 2 (ORF). Tschebull war Ehrenpräsident des Internationalen Instituts für Liberale Politik Wien (IILP).

## Schriften (Auswahl)
- Die Wohlfahrtsbürger bitten zur Kasse. Ein Leitfaden durchs Pensionsrecht, Krankenkassen und Unfallversicherung. K. Schwarzer, Wien 1967.
- Die Steuerzahler bitten zur Kasse. Ein Ratgeber für Steuerzahler und alle, die es nicht werden wollen. K. Schwarzer, Wien 1967.
- Ideen für Österreich. Signum, Wien 1987, ISBN 3-85436-045-2.